# Landnahme der Israeliten
Als Landnahme der Israeliten, israelitische Landnahme, Landnahme Kanaans oder Einnahme des Landes Kanaan wird der Übergang der Spätbronzezeit zur frühen Eisenzeit in Israel/Palästina in der Bibelwissenschaft wie auch der Vorderasiatischen Archäologie diskutiert. Im 20. Jahrhundert standen sich zunächst zwei Schulen gegenüber: Albrecht Alt beschrieb die Landnahme als überwiegend friedliches Einsickern von Halbnomaden ins Kulturland (Infiltrationsmodell), William Foxwell Albright dagegen als kriegerische Eroberung. Albrights Modell erfordert nach Eckart Otto eine „Umdeutung der archäologischen Befunde“, um die biblische Überlieferung als im Wesentlichen historisch zuverlässig zu erweisen.
Viele historisch-kritische Exegeten stufen das Bild eines einheitlichen militärischen Eroberungsvorgangs im Josuabuch als literarische Konstruktion aus späterer Zeit ein und datieren die Landnahmetexte frühestens in die zweite Hälfte des 8. Jahrhunderts v. Chr., als das Nordreich Israel und das Südreich Juda bereits selbst Landverluste und Exilierungsgefahr erfuhren. Das Buch Richter legt ein spannungsvolles Zusammenleben verschiedener Ethnien im Siedlungsraum Israels nahe.
Die Vorderasiatische Archäologie diskutiert das Thema „Landnahme“ mit verschiedenen Hypothesen zur Entstehung des Volkes Israel. Neue Befunde zur frühen Eisenzeit (~1200–1000 v. Chr.) stellten das an der Bibel orientierte Eroberungsmodell in Frage, wonach Israel als handlungsfähige Größe in Ägypten entstand, von außen in Kanaan eindrang und sich gegen dortige Ethnien durchsetzte. Neben das Infiltrationsmodell, Israel sei im Zuge des Weidewechsels von Halbnomaden neben Kanaan entstanden, trat das Revolutionsmodell, Israel sei aus Aufständen ländlicher Apiru gegen die Städte in Kanaan entstanden. Das jüngste Evolutionsmodell verbindet den Weidewechsel mit dem Zusammenbruch der kanaanäischen Stadtkultur, der die Sesshaftwerdung der Halbnomaden ermöglicht habe.

## Biblische Überlieferung
Die Erzelterngeschichten des Buchs Genesis (Gen 12–50) werden mit der Landverheißung eröffnet und bahnen so die späteren Landnahmetexte an. So verspricht JHWH, der Gott Israels, Abraham in Gen 12,1–7  viele Nachkommen und diesen das Land, in dem er jetzt noch als Fremder wohnt. Diese Verheißung bekräftigt JHWH gegenüber Abraham in Gen 13,15–17 ; 15,18–21 ; 17,8 ; 22,17 ; gegenüber seinem Sohn Isaak in Gen 26,3 ; gegenüber seinem Enkel Jakob in Gen 28,13  und 35,12 . Ab Gen 50,24  kündigt JHWH wiederholt an, die in Ägypten zum Volk gewordenen Israeliten in das versprochene Land zu führen (Ex 3,8.17 ; 6,8 ; 32,13 ). So wird kontinuierlich betont, dass es um eine Gabe Gottes geht, keine menschliche Leistung.

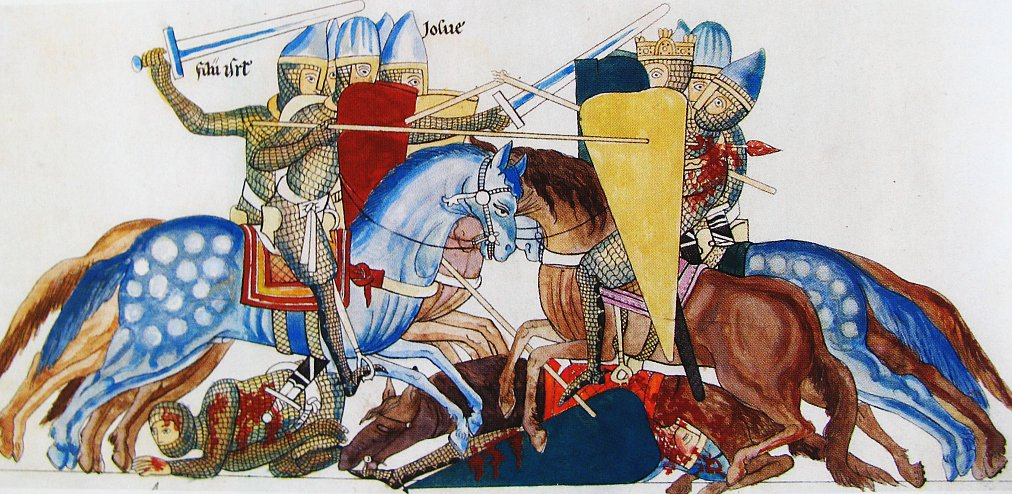
Josua, der Sohn Nuns, im Kampf mit dem König der Amalekiter, Darstellung aus dem Hortus Deliciarum der Herrad von Landsberg, um 1175

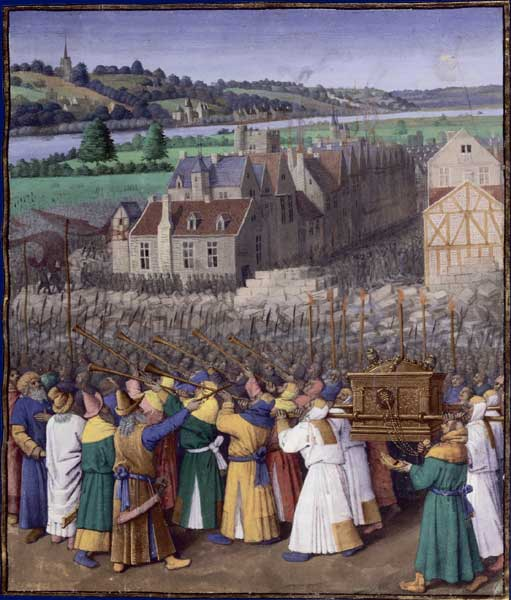
Der Fall Jerichos

Im Rahmen des biblischen Konzepts von Israels Entstehung folgt das Thema Landnahme den Überlieferungskomplexen zum Auszug aus Ägypten und der Wüstenwanderung. Blieb zunächst offen, was mit den Vorbewohnern in Kanaan geschehen soll, so kündigt die Aussendung der Kundschafter (Num 13–14 ) eine kriegerische Eroberung an. Num 21  teilt erste Gebietseinnahmen im Ostjordanland mit, die in Num 32  an die Zwölf Stämme Israels verteilt werden. Das Buch Josua beschreibt dann ausführlich die Einnahme des Westjordanlandes und leitet mit Jos 11,23  zu dessen Verteilung über. Diese Rahmennotizen ziehen sich durch die ganze Tora und verbinden sie literarisch mit den Landnahmetexten. Sie nennen fast immer JHWH als das alleinige Subjekt, das die Israeliten in das von ihm gegebene Land „hineinführt“ oder „hinaufziehen“ lässt, dessen Vorbewohner „vertreibt“ oder „hinauswirft“. Wie die Erzelterngeschichten beschreiben diese Texte also primär eine „Landgabe“, die die „Landnahme“ der Israeliten erst ermöglicht und fordert.
Das Buch Josua beschreibt eine militärische Eroberung von kanaanäischen Stadtstaaten mit Kriegslisten und Vernichtungsweihe. So sollen die Städte Jericho (Jos 6 ) und Ai (8,14–29 ) erobert und zerstört, ihre gesamte Bevölkerung getötet worden sein. Dem folgten laut Jos 10–11  weitere analoge Eroberungen, bei denen man die örtliche Bevölkerung auf Befehl JHWHs vernichtet habe. Dem widerspricht der als Gottesrede stilisierte Rückblick in Jos 24,11–12 : Nach dem Originalwortlaut sandte JHWH „Hornissen“, die die Bewohner aus Jericho vertrieben. Nach Ex 23,28–30 vertrieben Hornissen die Landesbewohner allmählich, bis die Israeliten zahlreich genug gewesen seien, das Land einzunehmen. Auch in das Summarium der Landnahme (Dtn 7,16–26) sind Hornissen als Mittel der Vertreibung durch Gott integriert (Vers 20). Auch hier wird ein längerer Eroberungsprozess vorausgesetzt (Vers 22). Der Widerspruch zwischen Vernichtung oder Vertreibung der Landesbewohner wird nirgends aufzulösen versucht. Zudem erreichten die Bewohner von Gibeon laut Jos 9  einen Vertrag mit den Israeliten und blieben so von der eigentlich für sie bestimmten Vernichtung verschont.
Dass Josua laut Jos 11,23 „das ganze Land einnahm“, wird mit der folgenden Liste in 13,1–6  dementiert: Danach konnten die Israeliten große Teile Kanaans nicht einnehmen. Auch die Berichte zur Verteilung der eroberten Gebiete zeigen, dass Kanaanäer im Ostjordanland (Jos 13,13 ) und im Kerngebiet Israels, etwa in Jerusalem, „bis auf den heutigen Tag“ wohnen blieben (Jos 15,63 ; 16,10 ; 17,12–13 ). Das Richterbuch ergänzt diese Ausnahmen und schildert die zuvor als erfolgreich deklarierte Landnahme als Misserfolg. So konnte der Stamm Juda laut Ri 1,19  nur das Judäische Gebirge, nicht die Ebene einnehmen. Ri 1,22–36  listet auf, was die Stämme des späteren Nordreichs nicht eroberten. Laut Ri 2,1–6  missachteten die Israeliten JHWHs früheren Befehl, keine Bundesverträge mit den Landesbewohnern zu schließen (Ex 23,32 ; Dtn 7,2 ); darum habe er diese verschont. Im Ergebnis hätten die Israeliten „inmitten der Kanaaniter, Hethiter, Amoriter, Perisiter, Hiwiter und Jebusiter“ gewohnt, nicht Reste dieser Völker inmitten der Israeliten (Ri 3,1–5 ). Das entkräftet die in Jos 11,23 behauptete vollständige, in einem einzigen siegreichen Feldzug erreichte Gesamteroberung Kanaans.
Dessen Vorbewohner werden in stereotypen Namenslisten aufgezählt, die mindestens dreigliedrig (Ex 23,28 ), meist sechsgliedrig (Ex 3,8.17 ; 23,23  und öfter), maximal zehngliedrig sind (Gen 15,19–21 ). Sie nennen in der Regel die Kanaaniter, Hethiter und Amoriter zuerst, jedoch in verschiedenen Abfolgen. An anderen Stellen sind diese Namen Sammelbezeichnung für alle Ethnien des Kulturlandes. In Gen 10,15–19  erscheint „Kanaan“ einmal als „Vater“ (Oberbegriff) aller übrigen Völker der Region. Nur die Hiwiter (in Gibeon) und Jebusiter (in Jerusalem) werden lokalisiert und betont, dass sie noch existierten. Wohin die übrigen Völker vertrieben wurden, wird nirgends gesagt. Einige ihrer Namen tauchen nur in den Listen auf. Alle werden durchweg von den Nachbarvölkern der Israeliten in der Königszeit unterschieden. Demnach hatten die Autoren dieser Texte nur noch vage Erinnerungen an die früheren Völker Kanaans. Diese existierten zur Zeit der Textentstehung längst nicht mehr.
Dass das Josuabuch die Ansiedlung der Israeliten in Kanaan ahistorisch als Vernichtungsfeldzug darstellt, wird aus historischen Analogien, der Situation der Autoren bei der Abfassung und aus ihren theologischen Absichten erklärt. Sie folgten einem altorientalischen Schema, den bestehenden Landbesitz auf den Auftrag ihrer Gottheit zurückzuführen: Diese habe befohlen, das Land zu unterwerfen und die Vorbewohner zu vernichten, falls diese Widerstand leisteten. Eine solche Kriegsideologie belegen etwa die Meschastele für die Moabiter sowie zahlreiche Königsinschriften und Feldzugsberichte aus dem jüngeren Assyrerreich (beide aus dem 9. Jahrhundert v. Chr.). Aus diesen Vorbildern entnahmen die biblischen Autoren die Idee der „Vernichtungsweihe“, die in Dtn 20,16–18  geboten wird und laut Jos 6,21 ; 8,24–25 ; 10,10.28–30 ; 11,1.14  an den Vorbewohnern vollstreckt wurde. Dabei betonen diese Texte, dass JHWH selbst den Krieg führt und den Sieg bewirkt. So wird die Eroberung Jerichos als kultische Begehung dargestellt. Zudem sind die meisten Geschichten in Jos 1–11  Ätiologien, die einen vorgefundenen Zustand nachträglich erklären sollten: So war die Stadt Ai in der späten Bronzezeit zerstört worden und den Israeliten nur noch als „Trümmerhaufen“ bekannt. Israel drohte seit etwa 850 v. Chr. selbst der Verlust seines Landes an die vordringenden Assyrer, die das Nordreich schließlich vernichteten und große Bevölkerungsteile deportierten (siehe Zwangsumsiedlungen im Assyrischen Reich). In dieser Lage betonten die Texte laut Volkmar Fritz: „Vor Gott als dem eigentlichen Kriegsherrn haben die Feinde keinen Bestand…“, um ihre damaligen Leser zu ermutigen, ihren „Erbbesitz“ auch angesichts übermächtiger Feinde nicht aufzugeben und sich nicht durch materielle Vorteile zu fremden Göttern verführen zu lassen. Diese Aussageabsicht zeigen auch die Ausnahmen von der regulären Vernichtung: Die nichtisraelitische „Hure“ Rahab durfte in Jericho am Leben bleiben, weil sie die israelitischen Kundschafter beschützt habe (Jos 2 ); ebenso die Gibeoniter, die JHWHs Ruhm erfahren und geglaubt hätten (Jos 9,9 f. ).
Die allmähliche Ansiedlung von Stämmen, die später zum Volk Israel zusammenwuchsen, in Zwischenräumen kanaanäischer Stadtstaaten ist auch durch außerbiblische Funde erwiesen. Daher gilt das Bild des Josuabuchs von einer kriegerischen Eroberung und Ausrottung der Vorbewohner als ideologische Konstruktion.

### Datierung
Gemäß (1 Kön 6,1 ) fand der Exodus 480 Jahre vor dem Tempelbau statt, also je nach Datierung der Regierungszeit Salomos ca. 1460/1440 v. Chr. Die Zeitangaben im Richterbuch ergeben addiert allein für die Richterzeit 410 Jahre, was zusammen mit weiteren Zeiträumen in den Büchern Josua, Samuel und 1. Könige bzw. 1. Chronik (deren Längen nicht alle genannt werden) mehr als 480 ergibt. Gemäß der Bibel hat die Landnahme also im 15. Jahrhundert v. Chr. stattgefunden, vielleicht auch im späten 16. Jahrhundert, in der frühen Phase der Spätbronzezeit.
In der theologischen und historischen Diskussion wird die Landnahme dagegen seit längerem auf das späte 13. Jahrhundert v. Chr., also gegen Ende der Spätbronzezeit, datiert.

Daran wird trotz der historischen Probleme festgehalten, die in den folgenden Abschnitten erläutert werden.

## Archäologischer Befund

### Ausgrabungen
Laut den Angaben im Buch Numeri eroberten die Israeliten im Ostjordanland folgende Orte:
- Horma, laut Num 21,3 EU als „gebannter Ort“ benannt[11] (erneut in Ri 1,17 EU).
- alle Städte der Amoriter im Ostjordanland. Nach Num 21,25 EU ließen sich die Israeliten dort „…in Heschbon und allen seinen Tochterstädten“ nieder.
- Jaser in Moab und „seine Tochterstädte“ (Num 21,31 f. EU).
- nach einer Schlacht bei Edreï das Land Baschan (Num 21,33–35 EU). Die Städte Moabs und Baschans seien dann sofort durch die Stämme Ruben, Gad und Teile von Manasse besiedelt worden.

Die meisten genannten Orte wurden nach den Angaben zwar umkämpft, eingenommen und ihre Bewohner getötet, jedoch nicht zerstört. Nach dem Buch Josua wurden folgende Orte zerstört oder niedergebrannt:
- Jericho (Jos 6);
- Ai (Jos 8);
- Makkeda (Jos 10,28 EU);
- Hebron (Jos 10,36 f. EU). Laut Jos 15,13–17 EU nahm Kaleb bzw. Otniël für den Stamm Juda Hebron später nochmals ein, kann den Ort also nicht zerstört vorgefunden haben.
- Hazor (Jos 11,11 EU). Laut Ri 4 EU wurde Hazor jedoch erst durch Debora erobert und dabei nicht zerstört.

Folgende Orte wurden eingenommen, ohne dass ihre Zerstörung erwähnt wird:
- Libna (Jos 10,29 f. EU);
- Lachisch (Jos 10,31 f. EU);
- Eglon (Jos 10,34 f. EU);
- Debir (Jos 10,38 f. EU).
- Jos 12 EU listet 31 Städte namentlich auf, deren Könige Josua besiegt habe, darunter auch die zuvor genannten. Dem widersprechen Angaben des Richterbuchs, wonach die Israeliten einige dieser Städte zu Josuas Zeit nicht erobern konnten: darunter Jerusalem (Ri 1,20 EU), Gezer (Ri 1,29 EU), Taanach, Megiddo und Dor (Ri 1,27 EU). Von der Einnahme Bet-Els berichtet Ri 1,22 ff. EU.

Einige dieser Orte werden mehr oder weniger sicher mit antiken Siedlungshügeln identifiziert, die archäologisch untersucht wurden:
- Horma wurde wegen der angenommenen räumlichen Nähe zu Arad versuchsweise mit Chirbet el-Mšāš (Tel Māśōś) und Tell el-Milḥ (Tel Malchātā) identifiziert; aufgrund der Nähe zu dem mit Ziklag identifizierbaren Tell eš-Šerī‘a spricht jedoch mehr für die Identifikation mit dem Siedlungshügel Tell el-Chuwēlife (Tel Ḥalīf), die unter anderem von Nadav Na’aman vertreten wird.[12]
- Heschbon mit dem Tell Heshbâ;
- Jaser als Jahaz oder Jahza;
- Debir als Tell er-Rabud.
- Makkeda wird häufig mit Chirbet el-Qōm identifiziert;[13]
- Libna, „der weiße Ort“, ist möglicherweise ein mehrfach vorkommender Ortsname. Der Jos 10,29 f. EU im Kontext von Makkeda genannte Ort wird neuerdings versuchsweise mit dem Tell Bornāṭ (Tel Burna) identifiziert,[14] wo unter Leitung von Itzhak Shai Grabungen der Ariel University stattfinden;[15]
- Dibon Dibon (Num 32,3 EU u. a.) wird relativ sicher mit Tall Ḏībān identifiziert.[16]
- Eglon: Für diese Stadt in der Schefela wird eine Identifikation mit dem Siedlungshügel Tell el-Ḥesī diskutiert, unter der Annahme, dass sich der alte Name des Orts im benachbarten Chirbet ‘Aǧlān erhalten hat.[17]

Für keinen der identifizierten Orte fanden sich Spuren von Zerstörung und Neubesiedlung aus der späten Bronzezeit. Nur eine kanaanäische Stadt in Tell el-῾Umeiri wurde im 13. Jahrhundert v. Chr. zerstört; weder ihr Name noch die Zerstörer wurden bisher identifiziert. Auch für Städte westlich des Jordans wie Hebron und Debir fanden sich für das 13. Jahrhundert v. Chr. keine Spuren einer flächendeckenden Zerstörung.
Jericho war nach Kathleen Kenyon um 1550 v. Chr. zerstört worden und bestand bis 1300 v. Chr. nur noch als unbefestigtes Dorf, das dann aufgegeben wurde und rund 1000 Jahre unbewohnt blieb. Es hatte wie alle kanaanäischen Orte keine Stadtmauern. Frühere Historiker versuchten das Fehlen von Mauerspuren bei Jericho durch „Umwelteinflüsse“ oder „Bodenerosion“ zu erklären. Die neuere Forschung nimmt meist Abstand von einer „Einnahme“ Jerichos durch Israeliten.
Das seit etwa 3000 v. Chr. bewohnte Dorf Ai wurde um 2400 v. Chr. zerstört und um 1200 v. Chr. wieder aufgebaut; wie andere Dörfer des Berglands eventuell von Bewohnern der Küstenebene, die damals vor den Seevölkern ins Bergland auswichen (siehe auch Zusammenbruch der Bronzezeit). Ai wurde um 1050 verlassen. Spuren einer weiteren Zerstörung sind für die 150 Jahre seit seinem Wiederaufbau nicht auffindbar.
Nur für Hazor ist eine Zerstörung im 13. Jahrhundert gesichert. Der dort ausgegrabene kanaanäische Palast wies Spuren eines starken Brandes auf; mehrere Statuen ägyptischer Herkunft darin wurden verstümmelt. Der an der Ausgrabung beteiligte Archäologe Amnon Ben-Tor führt dies jedoch nicht auf die Israeliten zurück. Der in Jos 11,1  und Ri 4  genannte Name Jabin für den König Hazors ist auf einer akkadischen Keilschrifttafel als Ibni belegt. Vermutet wird, dass der Name eine Dynastie bezeichnet, die Hazor von etwa 1900 bis 1700 v. Chr. (lange vor der für die „Landnahme“ in Frage kommenden Zeit) regiert hatte.
Während in der späten Bronzezeit nachweislich kaum Orte Kanaans zerstört wurden, nahm die Zahl neuer Dorfsiedlungen dort, nun auch in nördlichen Bergregionen, in der frühen Eisenzeit erheblich zu. Diesen Niedergang der Städtekultur Kanaans erklären Archäologen nicht aus Eroberungen von außen, sondern aus dem Machtrückgang Ägyptens, das die Region bis dahin beherrscht hatte. Erst danach sei die Ethnie Israel in Kanaan entstanden. Erich Zenger nennt als Konsens der archäologischen Forschung zur Frühgeschichte Israels: „Eine kriegerische Landnahme als Feldzug eines Zwölfstämmevolks Israel mit der Vernichtung aller Landesbewohner hat es nie gegeben. Das ergibt sich aus unserem Wissen über die Entstehung Israels, wonach sich Israel im 12. Jh. v. Chr. als eine ‚Mischgesellschaft‘ formierte, deren Mitglieder überwiegend nicht von außen kamen, sondern bereits vorher im Lande waren…“

### Apiru
Die 1887 entdeckten rund 379 Amarna-Briefe an den Pharao Amenophis III. (1388–1350 v. Chr.) dokumentieren die ägyptische Beherrschung der Stadtstaaten Kanaans und die Konflikte lokaler Vasallenfürsten untereinander und mit halbnomadischen sozialen Gruppen. Diese nannten die Autoren Apiru und stellten sie stets als bedrohliche Räuber, Banditen, Plünderer und Erpresser dar, auch um Konflikte mit anderen Stadtkönigen zu bagatellisieren und dem Pharao devote Loyalität zu beweisen. Die Apiru tauchen auch in vielen anderen Texten des 2. Jahrtausends v. Chr. als „Unruheherd“ für Stadtstaaten auf. Sie tauchen nach dem Niedergang der Stadtkultur Kanaans und Besiedlung des Berglands nicht mehr in damaligen Quellen auf. Daher wird angenommen, dass diese Gruppen an diesem Umbruch mitwirkten, die neuen Siedlungen mitgründeten und bewohnten.
Die biblische Bezeichnung „Hebräer“ kann sprachlich mit der Wortwurzel 'hpr verwandt sein, doch waren die Apiru keine ethnische Gruppe, und ihre Bezeichnung war schon lange vor den Belegen für ein Volk Israel im ganzen vorderen Orient verbreitet. So erwähnt eine Stele des Amenophis II. 3600 deportierte ʿapiru. Der Ausdruck wurde in ägyptischen Texten oft auch für Sklaven, Fron- oder Landarbeiter verwendet, in Texten aus Ugarit, Babylon, Mari, Nuzi und Alalach auch für Halbnomaden, die als Arbeitskräfte oder für militärische Dienste eingesetzt wurden.

### Merenptah-Stele

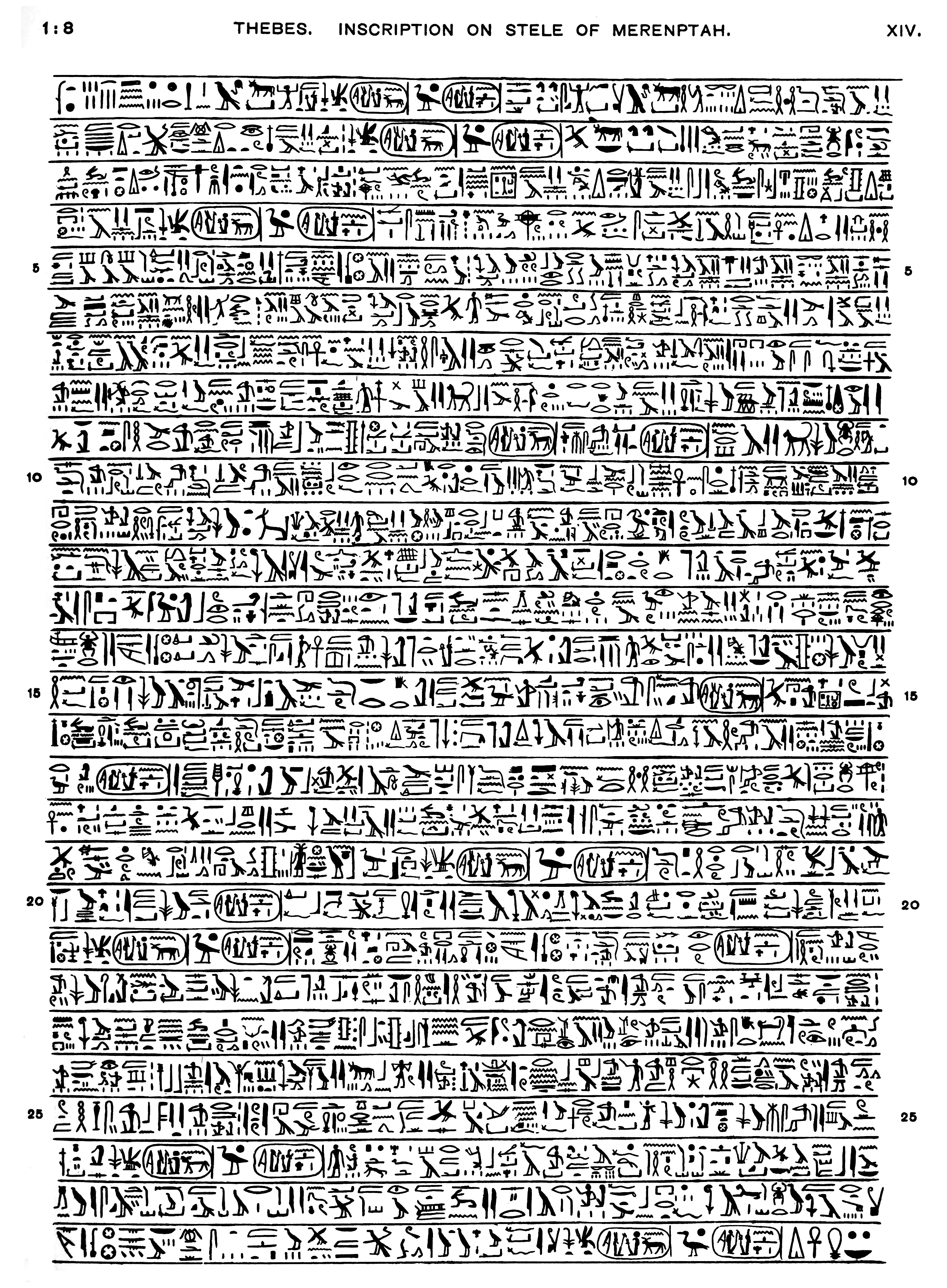
Vertikal gespiegelte Nachzeichnung der Siegesstele des Merenptah (F. Petrie)

Die 1896 gefundene Merenptah-Stele enthält im Rahmen eines Siegesliedes auf der um 1208 v. Chr. beschrifteten Rückseite in Zeile 27 den wohl ältesten bekannten außerbiblischen Beleg für den Namen „Israel“: „Israel lag brach und hatte keinen Samen“. Der Name steht hier zwischen besiegten Gebieten und Ortschaften in Kanaan und Syrien. Da sonstige Belege für einen Feldzug des Pharaos Merenptah in diese Region fehlen, ist unklar, was für ein Sieg hier gemeint war. Ein vorstaatliches oder staatliches Gebilde Israel wird jedoch ausgeschlossen, da der Wortlaut Israel als „Menschen“, die benachbarten Namen „Kanaan“ als „Land“ und „Aschkalon“ als Ort bezeichnet.
Das Wort für „Samen“ kann „Saatkorn“ oder „Nachkommen“ bedeuten. Es lässt offen, ob und wo diese Gruppe ansässig war. Sie kann demnach schon vor der Regierungszeit Ramses II. (also vor der Zeit, in die der Exodus meist datiert wird) in Kanaan gelebt haben. Sie kann sich (trotz des Zeichens für „Menschen“) wegen des Kontextes auf ein Gebiet oder auf eine noch nicht sesshafte Gruppe beziehen, wäre dann also mit einem „Landnahme“-Prozess vereinbar.

### Begehungen
Großräumige archäologische Surveys (Begehungen) wurden in Israel erstmals nach 1950 unter der Leitung von Yohanan Aharoni durchgeführt. Für die Gebiete der West Bank wurden sie nach dem Sechstagekrieg 1967 gestartet und später auf mehrere Regionen Palästinas ausgeweitet.
Die Methode basiert auf der Durchsuchung großflächiger Areale: Gruppen von Archäologen durchstreifen das Untersuchungsgebiet und nehmen alle auf der Bodenoberfläche sichtbaren Spuren auf, die auf menschliche Besiedelung hinweisen: topographische Unregelmäßigkeiten, Konturen von Wällen und Mauern, Tonscherben, Silices usw. Das Material wird anschließend chronologisch und typologisch klassifiziert. Die Methode erlaubt es, Gesamtaufnahmen für die untersuchte Region herzustellen, die sich nicht (nur) auf einzelne Stätten beziehen und wichtige Hinweise zu den Techniken des Landbaus und dem Siedlungsmuster geben können. Ferner liefert die einheitliche Untersuchung eines Raums Daten für statistische Auswertungen und GIS-Analysen. Reste von Stätten mit kurzer Besiedlung können durch Erosion oder andere Ursachen vernichtet worden sein, trotzdem liefern solche Analysen gute relative Schätzungen für makroskopische Veränderungen über bestimmte Perioden.
Auf der Basis der Begehungen sind wesentliche Änderungen in der Zahl, Größe und Bevölkerungszahl der kanaanäischen Siedlungen am Übergang der späten Bronzezeit (16.–13./12. Jahrhundert) und zur Eisenzeit I. (12.–11. Jahrhundert) festgestellt worden. Die Hypothesen ergeben nach Israel Finkelstein, Nadav Na’aman, Lawrence D. Stager und William Dever folgendes Bild der demographischen Entwicklung (die nomadische Bevölkerung, die nicht in den Berechnungen berücksichtigt wird, wird mit einem Anteil von 10 bis 15 % der gesamten Einwohnerzahl angegeben.):
| Jahr- hundert | Kanaan-Siedlungen | Kanaan-Siedlungen | Kanaan-Einwohner    | Kanaan-Einwohner    |
| Jahr- hundert | gesamt            | Bergland          | gesamt              | Bergland            |
| ------------- | ----------------- | ----------------- | ------------------- | ------------------- |
| 16.           | 270 a             | 240 a             | 140.000 a           | 37.000 a            |
| 13.           | 100 a / 88 b      | 29 a c / 36 b     | 70.000 a / 50.000 b | 12.000 a c          |
| 12.–11.       | 687 b             | 254 c / 318 b     | 150.000 b           | 40.000 c / 50.000 d |
| 8.            | –                 | 500 e             | –                   | 160.000 e           |

Stager zufolge sind 93 % aller im 12.–11. Jahrhundert bewohnten Siedlungen des palästinischen Berglandes neue unbefestigte Dörfer. Die meisten wurden über mehrere Generationen bis hin in die Königszeit bewohnt. Für diese Siedlungen, die als früh- oder protoisraelitisch bezeichnet werden, sind eine Reihe Merkmale identifiziert worden, die als Anzeichen für die ethnische Einheitlichkeit der Bevölkerung dieser Region interpretiert werden. Die bewohnten Areale sind in der Regel kleine (um die 100 Einwohner) unbefestigte Dörfer, deren Häuser in Zweier- oder Dreierblöcken mit gemeinsamen Mauern und teilweise gemeinsamen Einrichtungen gruppiert sind. Die Typologie dieser Häuser – mit drei bis vier Zimmern und einem durch steinerne Pfeiler geteilten Innenhof (pillar-courtyard houses) hat keine Entsprechung in der kanaanäischen Bronze- und Eisenzeit I. und weist auf eine soziale Organisation, die auf Großfamilien basiert. Auch das Fehlen von militärischen Anlagen, von Tempeln, Palästen und sonstigen monumentalen Bauten hat die Schlussfolgerung nahegelegt, dass die Bevölkerung dieser Dörfer eine stammesbasierte, nicht hierarchisch organisierte Gesellschaftsform hatte.
Sonstige Merkmale der archäologischen Funde, die Auskunft über Technologie und Produktionsweise der „Frühisraeliten“ geben, deuten auf einen hohen Organisationsgrad und Effizienz in der Landwirtschaft: flächendeckender Terrassenanbau; im Fels behauene Zisternen; Silos und sonstige Speicher. Nicht immer handelt es sich dabei um neue Technologien wie im Fall der Silos, die in der Bronzezeit weitgehend unbekannt waren: Wo die Technologie eine Kontinuität mit der kanaanäischen Bronzezeit aufweist (etwa Zisternen und Terrassen), sind ihre Verbreitung und ihre Funktionalisierung auf eine homogene und standardisierte Wirtschaft die eigentliche Neuerung. So werden die Funde als Hinweise auf eine Subsistenz-Landwirtschaft gedeutet, deren Produktionsweise auf Großfamilien basierte, aber in der Lage war, den für Austausch – aber auch für das Überwinden von Dürrezeiten und Epidemien – benötigten Überschuss an Gütern herzustellen. Auch die Knochenfunde passen in das Bild der Subsistenz-Landwirtschaft: In dem Tierbestand überwiegen Schafe, Ziegen, Rinder und Esel (Schweine machen dagegen lediglich einen einprozentigen Anteil des Gesamtbestandes aus). Kontrovers ist die Auswertung der Keramikfunde, die nach Dever eine fast vollständige Kontinuität mit der kanaanäischen Produktion zeigen und nach Finkelstein „insgesamt in [einem] scharfen Gegensatz“ zu dieser steht.
Abgesehen von zwei kultischen Einrichtungen, die als frühisraelitisch gelten – die sogenannte „bull site“ und der Altar auf dem Berg Ebal –, wurden keine Überreste von Kult- oder Grabstätten gefunden, die in Verbindung mit den frühisraelitischen Dörfern zu setzen sind. Einziges Beispiel eines kanaanäischen Tempels, der möglicherweise von den Frühisraeliten als Kultplatz verwendet wurde, ist eine Tempelburg in Sichem, die von ihrem Entdecker George Ernest Wright als der in Ri 9,4.46  genannte Tempel von Ba’al bzw. El-Ba’al Berith identifiziert wurde.

## Historische Erklärungsmodelle

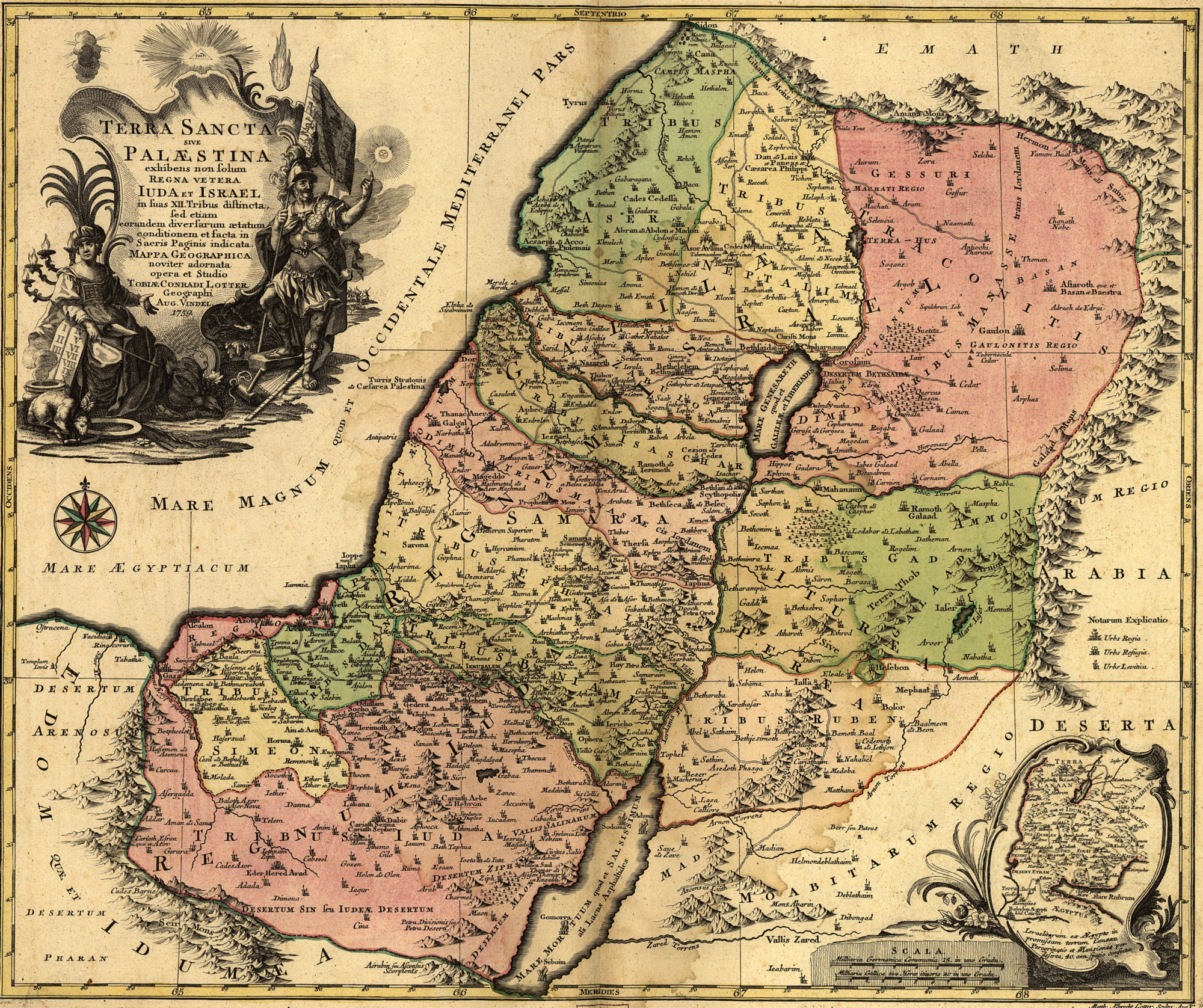
Einteilung Palästinas unter den 12 Stämmen Israels von der Landnahme; nach einer Karte von Tobias Lotter (1759).

Die israelitische Landnahme in Kanaan ist in der Forschung in Zusammenhang mit den Untersuchungen über den Ursprung Israels erörtert worden, wobei die allgemeine Einschätzung der biblischen Überlieferungen eine ausschlaggebende Rolle gespielt hat. Ein wesentlicher Beitrag zur Textkritik der ältesten biblischen Überlieferungen, der spätere Studien maßgeblich beeinflusst hat und vielfach in Frage gestellt worden ist, war die „Neuere Urkundenhypothese“ von Julius Wellhausen (Die Composition des Hexateuch 1877) über die Entstehung des Pentateuch und des Buchs Josua, die unter anderem eine Datierung von Teilen dieser Texte um die zweite Hälfte des 1. Jahrtausends postulierte. In den letzten Dekaden des 20. Jahrhunderts ist auch das Konzept der Geschichtsschreibung für die Kulturen des biblischen Umfeldes neu definiert und kritisiert worden. Im Zuge dieses Umdenkens ist von Seite vieler biblischen Historiker die Fragestellung um den „Sitz im Leben“ alttestamentlicher Geschichtsschreibung in den Vordergrund gerückt worden.
Neben der späteren Datierung der biblischen Überlieferungen und der Kontextualisierung der alttestamentlichen Geschichtsschreibung in den Rahmen eines viel späteren Israels hat sich dieser Ansatz in einem biblischen „Minimalismus“ niedergeschlagen, besonders gegenüber den Patriarchen- und Exodusgeschichten sowie den Traditionen der Bücher Josua und Richter. Diese Haltung hat teilweise „revisionistische Ansätze“ in Bezug auf die frühe Geschichte Israels und eine Überbewertung der archäologischen und der nicht-biblischen Quellen hervorgebracht.

### Die Landnahme nach einer Synthese des 19. Jahrhunderts
Weitgehend an Auslegungen des biblischen Texts verankert blieben historische Untersuchungen über die Landnahme Kanaans bis in den Anfängen des 20. Jahrhunderts. Hermann Guthe unterschied zwei Migrationswellen von israelitischen Stämmen nach Kanaan (beiderseits des Jordan). Die erste Welle habe zur Besetzung der Gebiete des Ostjordanlands durch die „Lea-Stämme“ (Ruben, Simeon, Levi und Juda) geführt. Welchen Anteil Mose daran hatte, war für Guthe fraglich; wahrscheinlich habe er sich bei der Bundeslade aufgehalten und sei erst später ins Ostjordanland gelangt, wo sich seine Spur verliere. Anschließend seien die Stämme Simeon, Levi und Juda in das Westjordanland eingedrungen und hätten versucht, sich bei Sichem niederzulassen, was nur Juda südlich davon teilweise gelungen sei (Gen 38 ; Jos 15,13 ff. ): Mit dem Scheitern dieses Versuchs sei die Geschichte Dinahs (Gen 34 ) in Verbindung zu setzen. Die zweite Migrationswelle sei durch die „Rahel-Stämme“, besonders die Josephstämme Ephraim und Manasse, unter der Führung Josuas vorangetrieben worden. All jene kanaanäische Städte wurden mit Bann und Zerstörung belegt, die sich dem Eindringen der Israeliten militärisch widersetzten. Das „Haus Joseph“ habe die Gebiete zwischen der Jesreelebene im Norden und dem Wādi Bēt Ḥanīnā im Süden erobert und damit auch den Weg für die Niederlassung der anderen Stämme Israels frei gemacht. „Joseph-Israel hat die Kriege Jahwes ernster, d. h. grausamer geführt als andere Stämme, entsprechend der tatsache, daß dieser Stamm als der eigentliche Träger der neuen Religion, mit der heiligen Lade, dem Symbol des Kriegsgottes, Kanaan betrat.“ Anhand der Merenptah-Stele sei diese „zweite Landnahme“ in die Zeit zwischen 1230 und 1200 v. Chr. zu datieren, so Guthe: Der Merenptah-Inschrift sei auch zu entnehmen, dass die Israeliten oder nur die Joseph-Stämme in der genannten Zeit in Kanaan gegen die Ägypter zu kämpfen hatten. Der Erfolg der Landnahme sei der geschwächten Kontrolle Ägyptens über die kanaanäischen Städte und der fehlenden Einheit der syro-kanaanäischen Potentaten zu verdanken gewesen. Die nichtisraelitischen Einwohner Kanaans allein gliederten sich in sieben Gruppen, nämlich Amoriter, Girgaschiter, Hethiter, Hiwiter, Jebusiter, Kanaaniter und Perisiter.
Nach der Niederlassung habe ein allmählicher Übergang zu einer landwirtschaftlichen Lebensweise stattgefunden, wobei es zu weiteren Konfrontationen und friedlichen Zusammenschlüssen mit den Kanaanitern, zu inneren Migrationen sowie zu Auseinandersetzungen mit weiteren in Kanaan eindringenden Nomaden gekommen sei.

### Eroberungsmodell („Conquest Model“)
Dieses bereits gegen Ende des 19. Jahrhunderts vorgeschlagene Modell, nach dem die Landnahme Kanaans durch das nachmalige Israel in der Form einer Eroberung und einer darauf folgenden Besetzung des Landes stattgefunden habe, wurde erstmals von William F. Albright (From the Stone Age to Christianity. 1946) formuliert und später von George Ernest Wright in einer mit den geographischen Angaben des biblischen Bericht in Jos 1–12 kohärenten Weise weiterentwickelt. Nach diesem Modell ist es prinzipiell möglich, dass Nomaden, die nicht alle aus Ägypten kamen, im Zuge mehrerer Immigrationswellen in Kanaan eindrangen und sich dort als Israel konstituierten: Auf die dabei stattgefundenen Auseinandersetzungen mit den Kanaaniten seien die archäologisch nachgewiesenen Spuren der Zerstörung zurückzuführen. Diese Spuren waren durch Albright in Tell Beit Mirsim, den er mit Debir identifizierte, und durch Wright in Beitîn, wahrscheinlich Bet El, entdeckt und in die späte Bronzezeit datiert worden. Diesem Modell folgten bis in die 1970er Jahre auch israelische Archäologen und Historiker wie Benjamin Mazar, Yigael Yadin und Abraham Malamat.
Zur Infragestellung des Eroberungsmodells von Albright und Wright trugen an erster Stelle erneuerte Studien für die Datierung der durch Feuer zerstörten „City IV“ in Tell es-Sultan / Jericho und der Abschluss der Ausgrabungen in et-Tell bei. Für die Zerstörung von Jericho schlug John Garstang eine Datierung um 1400 v. Chr. vor, die mit der sogenannten „frühen Datierung“ des Exodus übereinstimmte. Nach erneuten Untersuchungen zwischen 1950 und 1960 setzte die Archäologin Kathleen Kenyon die Zerstörung um das Jahr 1550 v. Chr. zurück und brachte sie in Verbindung mit der Vertreibung der Hyksos aus Ägypten. Kenyons Ergebnisse wurden in späteren Studien selten angezweifelt. Auch das Fehlen von Spuren der Besiedlung zwischen 2400 und 1200 v. Chr. in et-Tell, das Garstang anhand der geographischen Beschreibungen in Jos 7,2.5  und 8,11  mit dem biblischen Ai identifizierte, trug zur Diskreditierung des Albright-Wright Modells bei.

### Migrationsmodell, Penetrationsmodell
Hauptsächlich auf der Auffassung, dass das Buch Josua eine ätiologische Erzählung sei, basiert das durch Albrecht Alt und Martin Noth vertretene Penetrationsmodell, das die Einnahme Kanaans von Seite eines einheitlichen Israels unter der Führung Josua ausschloss. Alt zufolge (Die Landnahme der Israeliten in Palästina. 1925) war die Landnahme das Ergebnis des langsamen Sesshaftwerdens von transhumanten Nomaden, wobei erst in der späteren Phase des „Landesausbaus“ zu kriegerischen Auseinandersetzungen mit der kanaanäischen Bevölkerung gekommen sein könnte. Nach Noth (Geschichte Israels, S. 67–82) verlief der Prozess analog zur Ansiedlung heutiger Nomaden des Nahen Osten. Später wies er darauf hin, dass es keinen Anhaltspunkt gebe, um die archäologisch nachgewiesenen Zerstörungen den Israeliten zuzuschreiben.
Nach Auffassung Noths war der Amphiktyonie-Verband eine Organisationsform der sesshaft gewordenen Bevölkerung, die der bekannten Aufteilung Israels in Stämme Rechnung trage und mit dem Modell der Migration kompatibel sei. Kritik an der Amphiktyoniethese übten unter anderen Georg Fohrer, Roland de Vaux und Cornelis Hendrik Jan de Geus unter Hinweis auf die biblischen Darstellungen, die für das vorstaatliche Israel keine straffe Organisationsform erkennen lassen. In seinen wesentlichen Zügen übernahm dagegen Manfred Weippert das Migrationsmodell von Alt und Noth. Auch der israelische Archäologe Yohanan Aharoni folgte diesem Modell. Nach Aharoni fanden aber Konfrontationen vor allem mit den nördlichen Kanaaniten bereits in den frühen Stadien der Ansiedlung und bis zu der Zerstörung von Hazor statt.
Nach Joseph Callaway war die eingedrungene Bevölkerung nicht nomadisch: Die Migrationswellen seien durch Kriege ausgelöst worden, in deren Folge die nachmaligen Israeliten Zuflucht in den Gebirgen Palästinas gesucht hätten.

### Revolutionsmodell
Nach George E. Mendenhall waren die Israeliten keine Nomaden, sondern entwurzelte, „sozial deklassierte“ Landbewohner, den ḫabiru / ʿapiru der Amarna-Briefe entsprechend, die unter der Führung der aus Ägypten kommenden „Mosegruppe“ zur Revolte gegen die kanaanäischen Stadtbewohner übergegangen seien. Die Mosegruppe, die sich „Israel“ genannt habe, habe die persönliche Loyalität des Einzelnen und der Gruppe als ganzer gegenüber der Gottheit JHWH. Das stellte die Herrschaft der kanaanäischen Stadtkönige in Frage und bewirkte, so Mendenhall, dass die aufständischen Bevölkerungsteile sich der Mosegruppe anschlossen. Mendenhall widersprach der Charakterisierung seines soziologischen Ansatzes als „Revolutionsmodell“; diese Bezeichnung setzte sich gleichwohl durch. Nach 1962 entwickelte Mendenhall seinen Ansatz weiter und sah die Anfänge Israels stärker religiös begründet.
Mendenhalls Modell wurde unter anderen von Jan de Geus und Norman Gottwald weitergeführt. Gottwald modifizierte die marxistische Theorie einer „asiatischen Produktionsweise“ mit den Kennzeichen bäuerlicher Dorfgemeinschaften und einer starken Zentralinstanz. Letztere fehlt in Palästina, was Gottwald damit erklärt, dass anders als in Mesopotamien und Ägypten keine Notwendigkeit bestand, ein aufwändig organisiertes Bewässerungssystem zu unterhalten. Gottwalds Modell berücksichtigte die Überlieferungen von Mose und dem Exodus kaum und datierte den Machtzuwachs der nicht-städtischen Bevölkerung zwischen 1350 (Amarnazeit) und 1225 v. Chr. (Ende der Spätbronzezeit II.). Dass Archäologen unbefestigte Siedlungen der frühen Eisenzeit im Bergland Kanaans aufdeckten, stützte Gottwalds These der selbständigen Entwicklung von Bevölkerungsgruppen außerhalb der kanaanäischen Stadtstaaten. Für diese Dorfgemeinschaften habe die Verehrung des Gottes JHWH „eine stimulierende Kraft“ gehabt. Die dörflich-tribalen ethischen und religiösen Traditionen wirkten laut Gottwald als Staatskritik in späteren Jahrhunderten weiter, was bedeutet, dass Gottwald von späteren alttestamentlichen Texten auf das Bewusstsein der spätbronzezeitlichen palästinischen Dorfbevölkerungen rückschließen muss.
Gottwalds Arbeit wurde hauptsächlich wegen der marxistischen Prägung seiner Thesen abgelehnt und mitunter – nicht zuletzt durch Mendenhall selbst – heftig kritisiert. Gottwalds Betonung der Rolle der einheimischen Komponente in der Entstehung Israels und die Neuheit des sozio-anthropologischen Charakters seines Ansatzes in der alttestamentlichen Forschung und in der Biblischen Archäologie wurden andererseits vielfach gewürdigt.
Dem Revolutionsmodell folgten mit einigen Abweichungen unter anderen Robert Coote, Marvin Chaney und William Dever. Nach Coote waren die frühen Israeliten Kanaaniten, die sich in den höhergelegenen Gegend Kanaans angesiedelt und Landbau getrieben hätten: Sie hätten sich in einem Stammesverband organisiert, was zumindest am Anfang von den Ägyptern gefördert worden sei. Nach Chaney und Dever sei die Entstehung der frühisraelitischen Gruppen nicht aus einer religiös motivierten Bewegung zu erklären, wie es Mendenhall, Gottwald und andere vorgeschlagen hatten. Vielmehr habe die Gründung und der Zusammenhalt der frühisraelitischen Bevölkerung des Berglands einen ökonomischen Hintergrund gehabt: Diese Gruppierungen seien aus dem Zusammenschluss von kanaanäischen Elementen hervorgegangen, die die Gebiete der Stadtstaaten der Küstenebene verlassen mussten und eine Form der gesellschaftlichen Organisation entwickelten, die funktional zu den neuen Herausforderungen des landwirtschaftlichen Lebens im Bergland gewesen sei.

### „Minimalistische“ und „revisionistische“ Ansätze
Neuere Ansätze in der akademischen Forschung über die Entstehung Israels stellen die Hypothesen von Niels Peter Lemche, Volkmar Fritz, Gösta Ahlström und anderen dar, die einen „Minimalismus“ gegenüber dem biblischen Text zum Ausdruck bringen.
Lemche verwarf die Modelle der Eroberung und der Migration und wies darauf hin, dass für eine Einwanderung der nachmaligen Israeliten in das Land Kanaan jeglicher archäologischer Nachweis fehle: Ein solcher Ursprung könne lediglich anhand der biblischen Überlieferungen postuliert werden. Nach Lemche sind die biblischen Texte keine historische Quelle, da die meisten davon zwischen dem 5. und dem 2. vorchristlichen Jahrhundert verfasst worden seien und – insbesondere das Buch Josua – einen fiktiven Charakter haben. Eine scharfe Kritik übte Lemche auch an Gottwald, dessen Verwendung der anthropologischen Daten veraltet und unzulänglich sei. Nach Lemches „evolutionärer Hypothese“ seien die frühen Israeliten als Zusammenschluss von Gruppierungen oder Stämmen von ʿapiru zustande gekommen und nach dem Feldzug des Merenptah als Volk identifizierbar geworden.
Auch Volkmar Fritz hält die Überlieferungen des Buches Josua für Sagen und nimmt an, dass die frühen Israeliten „Kulturlandnomaden“ gewesen seien, die nicht mit den ʿapiru zu identifizieren seien und in einem „Symbiose-Verhältnis“ mit der kanaanäischen Bevölkerung lebten.
Gösta Ahlström entwickelte die Hypothese, dass die nachmaligen Israeliten Teil der Bevölkerung der kanaanäischen Ebene gewesen seien, das sich in der Krise des späten Bronzezeit in eine kleine Region Kanaans – dieselbe, die Ahlström zufolge in der Merenptah-Stele „Israel“ genannt werde – zurückgezogen hätten. Diese Bevölkerung könne auch ʿapiru aufgenommen haben und sei erst in der Zeit der Monarchie als Volk Israel zu identifizieren gewesen.
William G. Dever wirft folgenden revisionistischen Forschungspositionen, die er als „nihilistisch“ kennzeichnet, eine deutlich ideologische Färbung vor: Philip R. Davies vertritt die Ansicht, dass das „antike Israel“ eine akademische Erfindung sei und man über das „historische Israel“ nichts wissen könne: Die Forschung werde über ein „soziales Konstrukt“ betrieben. Nach Keith W. Whitelam geht diese akademische Erfindung mit der „Enteignung“ und der „Verschweigung“ (silencing) der Geschichte der „einheimischen Palästinenser“ einher. Nach Thomas L. Thompson ist die Hebräische Bibel ein literarisches Werk der hellenistischen Zeit. Demzufolge sei „Israel“ ein „mythisches Konstrukt“ und die Frage nach dessen Ursprung „keine historische Frage, sondern eine theologische und literarische“.

### Weitere Versuche einer historisch-archäologischen Synthese
Der Archäologe Israel Finkelstein vertritt die Auffassung, dass Israel als Ergebnis des „Wieder-Sesshaft-Werdens“ (resedentarisation) von Teilen der kanaanäischen Bevölkerung, die in der Krisenperiode der späten Bronzezeit nomadisch geworden waren, entstanden sei. Die sich ansiedelnde Bevölkerung habe eine langsame Migration in Richtung der westlichen Teile Kanaans vollzogen und den archäologisch nachgewiesenen Bevölkerungszuwachs im palästinischen Bergland der frühen Eisenzeit verursacht. Diese Menschen seien zu einem sesshaften Bauernleben übergegangen, nachdem das Gleichgewicht zwischen den im 12. Jahrhundert in Kanaan sesshaften und nomadischen Teilen der Bevölkerung zusammengebrochen sei. Als Folge der gesunkenen Produktion von landwirtschaftlichen Gütern in den kanaanäischen Dörfern waren Nomaden nun dazu gezwungen, Landwirtschaft zu betreiben, um Getreide zu erzeugen. Im Gegensatz zu beispielsweise philistäischen Bergdörfern wurden in den Siedlungen im west-jordanischen Bergland keine Schweineknochen gefunden, was Finkelstein als Indiz für die Ausbildung einer gemeinsamen Identität durch Speisevorschriften wertet.
Weitere israelische Archäologen wie Adam Zertal, Moshe Kochavi und Shlomo Bunimovitz übernahmen Finkelsteins Hypothesen. Bunimovitz postuliert aber anstatt der Ost-West Migration einen Rückzug nomadischer Hirten und anderer nicht sesshafter Gruppierungen von den Ebenen in die Gebirge Palästinas. Lawrence E. Stager und William Dever kritisierten Finkelsteins Positionen und argumentierten, dass der aus archäologischen Daten erkennbare Bevölkerungszuwachs im Bergland Palästinas in der Eisenzeit I mit einer Migration von Nomaden innerhalb Kanaans unvereinbar sei.
Steven A. Rosen und Gunnar Lehmann weisen darauf hin, dass in der Forschung des 20. Jahrhunderts Thesen zu einer nomadischen oder „seminomadischen“ Lebensweise der Israeliten vertreten wurden, die Daten aus der ethnographischen Erforschung rezenter Beduinen in Palästina übernahmen. Dass Beduinen im 18. Jahrhundert in Nordpalästina zu einem politischen Machtfaktor aufstiegen und im frühen 20. Jahrhundert eine große Bevölkerungsgruppe im nördlichen Negev darstellten, sei aber die Folge besonderer, moderner Entwicklungen. „Der Gedanke großer Populationen mobiler und autonom tribaler Hirten um ein zentrales sesshaftes Ackerbau-Kerngebiet herum kann nicht als ein Modell für die Antike angenommen werden, zumindest nicht in Ableitung von modernen ethnographischen Analogien aus Palästina.“
Der Ägyptologe Donald B. Redford verwarf alle bis dahin erarbeiteten Synthesen. Nach Redford seien die nachmaligen Israeliten ein Kontingent von Schasu-Beduinen gewesen, das von Süden aus die Gebirge Kanaans besiedelt und erst nach der Übernahme kanaanäischer Siedlungsmuster nachweisliche Spuren hinterlassen habe.